# أحمد الصويلح
أحمد الصويلح هو لاعب كرة قدم سعودي ولد في 14 مايو 1986 بالأحساء بالمنطقة الشرقية بالسعودية، التحق بنادي الفتح في الأحساء في بدايته، ثم انتقل إلى نادي الهلال السعودي ومنه إلى القادسية ثم هجر.

## مسيرته الكروية
بعد نادي الفتح انتقل إلى الهلال حيث جلبه للنادي مؤسس النادي عبد الرحمن بن سعيد وقد كان يوجد لديه حينها عدة عروض من أندية النصر والاتحاد والاتفاق لكنه فضل عرض الهلال على كافة العروض نظرًا لحبه لنادي الهلال. استمر أحمد الصويلح مع نادي الهلال السعودي حتى عام 2009، لعب في كأس العالم للشباب 2003 التي أقيمت في الإمارات العربية المتحدة. كما لعب في تصفيات كأس آسيا 2007 لكنه تعرض للإصابة، خاض تجربه احترافية في نادي ريد بول سالزبورغ في النمسا تحت قيادة المدرب الشهير ماتيوس وكذلك ترابتواني وطلبوا ضمه لصفوف الفريق على سبيل الإعارة ولكن رفض مسؤولو نادي الهلال العرض لضعف القيمة المادية وطلبوا رفع قيمة العرض ولكن لم يتفق مسؤولو الناديين على عرض يقنع الطرفين فعاد الصويلح أدراجه لناديه الهلال. أبزر ألقابه ثعلب آسيا. بعد ابتعاده عن نادي الهلال صرَّح في عدة لقاءاته أن سبب ابتعاده هو وجود مشاكل بينه وبين أحد اللاعبين المؤثرين في فريق الهلال. انتقل من فريق الهلال إلى القادسية ومنه إلى هجر حيث كان نادي هجر آخر محطاته الكروية الذي أمضى به ما يقارب 3 أشهر فقط.

## تكريم الأمير راشد بن عبد العزيز بن سعود له
قدم له الأمير راشد بن عبد العزيز بن سعود سيارة جديدة هدية له تعويضًا عن سيارته التي تعرض بها لحادث سير. بالإضافة إلى دعوته لحضور افتتاح بطولة الأمير راشد بن عبد العزيز حيث أقيمت قبل بداية الدورة مباراة بين الجالية السودانية والجالية المصرية، ثم تلاها افتتاح البطولة.